# Watertuinen
De Watertuinen is een woonwijk in Rosmalen, in de Nederlandse provincie Noord-Brabant. De Watertuinen is een woonwijk van stadsdeel De Groote Wielen. Het is de meest oostgelegen wijk van het stadsdeel.
Deze wijk is de oudste wijk van stadsdeel De Groote Wielen. De eerste huizen waren in 2005 opgeleverd, maar er wordt nog steeds gebouwd aan de wijk. In 2012 werd de ontwikkeling van het nieuwbouwproject De Vlondertuinen gestart. De naam van de wijk verraadt het landschap al; water legt veel nadruk op de leefomgeving van deze wijk. Het noorden van de wijk grenst aan de Waterplas.
Dit was de eerste wijk in De Groote Wielen die met het openbaar vervoer te bereiken was.